# 叶尚志 (1909年)
叶尚志（1909年5月24日—？），原名凤生，字尚志，广东梅县人。
叶尚志早年就读于中央政治大学。毕业后任江苏省政府民政厅股长、科长。抗日战争期间，担任第九战区挺进军总部政治部兼留守处少将主任。后又任国民党中央秘书处专门委员兼国民大会简任秘书。赴台后，任教于国立政治大学并担任训导长。还曾任国民政府内政部人事处处长。